# (8907) Takaji
(8907) Takaji est un astéroïde de la ceinture principale.

## Description
(8907) Takaji est un astéroïde de la ceinture principale. Il fut découvert le 24 novembre 1995 à Ōizumi par Takao Kobayashi. Il présente une orbite caractérisée par un demi-grand axe de 3,02 UA, une excentricité de 0,09 et une inclinaison de 1,4° par rapport à l'écliptique.

## Compléments